# Ectropothecium alternarioides
Ectropothecium alternarioides là một loài Rêu trong họ Hypnaceae. Loài này được Tixier mô tả khoa học đầu tiên năm 1964.